# Хакан Якін
Хакан Якін (нім. Hakan Yakın, нар. 22 лютого 1977, Базель) — колишній швейцарський футболіст, півзахисник.
Насамперед відомий виступами за низку швейцарських клубів, а також національну збірну країни.
Дворазовий чемпіон Швейцарії. 

## Клубна кар'єра
Народився 22 лютого 1977 року в місті Базель. Вихованець футбольної школи місцевого клубу «Конкордія». Дорослу футбольну кар'єру розпочав 1994 року в основній команді того ж клубу, в якій провів один сезон, взявши участь лише у 9 матчах чемпіонату. 
Згодом з 1995 по 2005 рік грав у складі команд швейцарських клубів «Базель», «Ґрассгоппер», «Санкт-Галлен», а також у французькому «Парі Сен-Жермен», німецькому «Штутгарті» та турецькому «Галатасараї». Протягом цих років виборов два титули титул чемпіона Швейцарії.
У 2005 році приєднався до складу клубу «Янг Бойз». Відіграв за бернську команду наступні три сезони своєї ігрової кар'єри. У складі «Янг Бойз» був одним з головних бомбардирів, маючи середню результативність на рівні 0,46 голу за гру першості. Здобував звання найкращого бомбардира чемпіонату в 2008 році. 
Протягом 2008—2011 років захищав кольори клубів «Аль-Гарафа» та «Люцерн».
До складу клубу «Беллінцона» приєднався 2012 року. Відіграв за команду з Беллінцони 32 матчі в національному чемпіонаті.

## Виступи за збірну
2000 року дебютував в офіційних матчах у складі національної збірної Швейцарії. Провів у формі головної команди країни 87 матчів, забивши 20 голів.
У складі збірної був учасником чемпіонату Європи 2004 року у Португалії, чемпіонату світу 2006 року у Німеччині, чемпіонату Європи 2008 року в Австрії та Швейцарії, а також чемпіонату світу 2010 року у ПАР.

## Титули і досягнення
- Чемпіон Швейцарії (2):

«Ґрассгоппер»:  2000-01
«Базель»:  2001-02
- Володар Кубок Швейцарії (2):

«Базель»:  2001-02, 2002-03
- Володар Кубок Туреччини (1):

«Галатасарай»:  2004-05
- Найкращий бомбардир Чемпіонату Швейцарії: 2007-08